# Crin de pădure

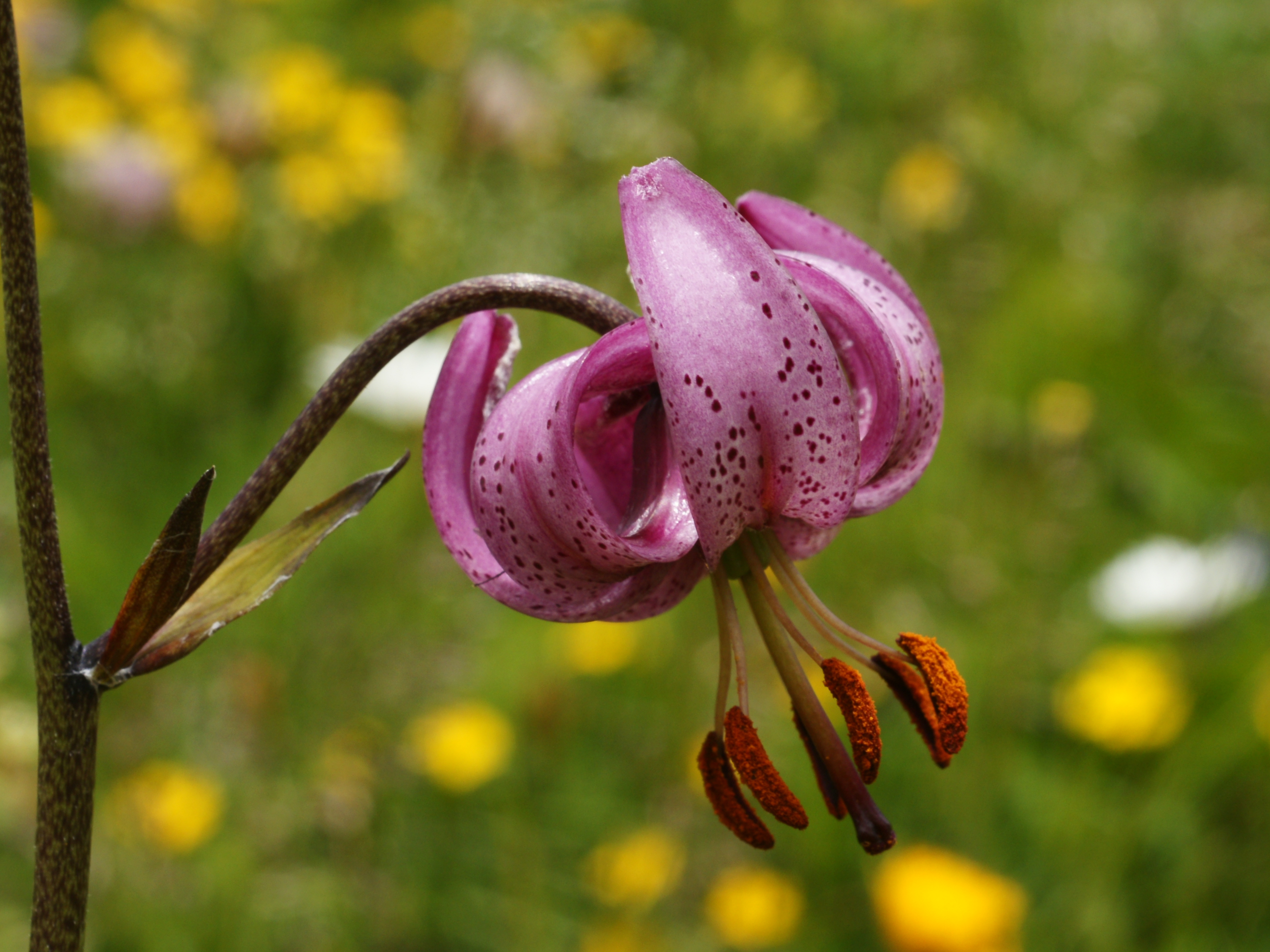
Lilium martagon

Lilium martagon (numită popular crin de pădure) este o specie de crin. Arealul său de răspândire se extinde din estul Franței până în Asia de Nord, în Mongolia și Coreea (temperaturi reci). Sunt descrise câteva subspecii.